# Bernard de Jussieu
Bernard de Jussieu (17 sierpnia 1699 w Lyonie - 6 listopada 1777 w Paryżu) – francuski botanik, należący do rodziny znanych botaników. Założył ogród botaniczny w Trianon koło Wersalu. Stworzył podstawy filogenetycznej systematyki roślin. Dzieło Jussieu rozwinął i upowszechnił jego bratanek Antoine Laurent de Jussieu, który również był botanikiem. Botanikami byli również bracia Bernarda: starszy Antoine de Jussieu oraz Joseph de Jussieu, a także syn jego bratanka Adrien Laurent de Jussieu.